# Ernst Frank (Komponist)
Conrad Heinrich Ernst Frank (* 7. Februar 1847 in München; † 17. August 1889 in Oberdöbling) war ein deutscher Komponist und Dirigent.

## Leben
Frank hatte während seiner Gymnasialzeit Musikunterricht bei Emmeran Kreutter. Er studierte Komposition bei Franz Lachner und Klavier bei Henry Louis Stanislaus Mortier de Fontaine. 1868 wurde er Kapellmeister in Würzburg, ab 1869 wirkte er als Chordirigent der Wiener Hofoper und später auch als Dirigent des Singvereins und des Akademischen Gesangsvereins. Von 1872 bis 1877 war er Kapellmeister des Orchesters des Nationaltheater Mannheim. Hier brachte er Hermann Goetz’ Oper Der Widerspenstigen Zähmung zur Uraufführung und vollendete dessen Oper Francesca da Rimini. 1877/79 1. Kapellmeister in Frankfurt am Main. 1879 wurde er Nachfolger Hans von Bülows an der Hofoper Hannover. Neben Klaviertrios, Duetten und Chorliedern komponierte Ernst drei Opern.

## Opern
- Adam de la Halle (Libretto: Salomon Hermann Mosenthal nach Paul Heyse), komische Oper, Karlsruhe 1880
- Hero (Libretto: F. Vetter nach Franz Grillparzer), Oper, Berlin 1884
- Der Sturm (Libretto: Joseph Victor Widmann nach William Shakespeare), musikalisches Märchen, Hannover 1887